# Charles Greeley Abbot
Charles Greeley Abbot (Wilton, New Hampshire, 31 de maio de 1873 — Washington D.C., 17 de dezembro de 1973) foi um astrónomo e astrofísico estadunidense.